# Sweet Dreams (singolo La Bouche)
Sweet Dreams è un singolo del gruppo musicale tedesco La Bouche, pubblicato il 12 marzo 1994 come primo estratto dall'album omonimo.

## Descrizione
La citazione "ola ola e" riprende un pezzo del 1989, Rollin' with Kid 'n Play dei Kid N Play.

## Successo commerciale
Il brano ha riscosso un successo mondiale.

## Tracce
CD-Maxi
1. Sweet Dreams (Ola Ola e) (Radio Version) – 3:23
2. Sweet Dreams (Ola Ola e) (Club Mix) – 4:55
3. Sweet Dreams (Ola Ola e) (House Mix) – 6:38
4. Sweet Dreams (Ola Ola e) (Oriental Mix) – 5:17
5. Sweet Dreams (Ola Ola e) (Hola Mix) – 5:10

CD-Maxi - Remix
1. Sweet Dreams (Ola Ola e) (Airplay Edit) – 3:58
2. Sweet Dreams (Ola Ola e) (Loveland UK Mix) – 7:00
3. Sweet Dreams (Ola Ola e) (Italian No.1 Mix) – 5:09
4. Sweet Dreams (Ola Ola e) (French 'hit des clubs' Mix) – 5:35
5. Sweet Dreams (Ola Ola e) (House Mix) – 6:38

## Classifiche
| Classifica (1994)          | Posizione raggiunta |
| -------------------------- | ------------------- |
| Classifica australiana     | 8                   |
| Classifica austriaca       | 3                   |
| Classifica dei Paesi Bassi | 31                  |
| Classifica francese        | 32                  |
| Classifica italiana        | 1                   |
| Classifica neozelandese    | 34                  |
| Classifica svedese         | 13                  |
| Classifica svizzera        | 5                   |

| Classifica (1994)                       | Posizione |
| --------------------------------------- | --------- |
| Classifica italiana dei singoli         | 1         |
| Classifica italiana annuale dei singoli | 6         |